# France Ô
France Ô (phát âm [fʁɑ̃s o]) là một kênh truyền hình miễn phí của Pháp phát sóng chương trình từ tỉnh hải ngoại của Pháp và cộng đồng hải ngoại ở Chính quốc Pháp. Nó là một phần của France Télévisions. Kênh là đối tác quốc gia của các mạng Outre-Mer 1ère địa phương.

## Lịch sử
Kênh được lên sóng vào năm 1998 với tên RFO Sat bởi Jean-Marie Cavada, khi đó là chủ tịch của RFO, và ban đầu chỉ phát sóng 9 giờ mỗi ngày. Nó được đổi tên thành France Ô vào ngày 25 tháng 2 năm 2005 sau khi RFO thống nhất với France Télévisions. Chữ "O" là viết tắt của từ Outre-mer (ở nước ngoài); dấu nón, được coi là giọng điệu trong ngữ pháp của tiếng Pháp, được sử dụng để nhấn mạnh rằng kênh được mở cho nhiều giọng và phương ngữ khác nhau, cũng như để đảm bảo rằng tên không được đọc là  France 0.
Kênh đã có sẵn ở các lãnh thổ hải ngoại vào tháng 11 năm 2010, thay thế cho Tempo do RFO và được ra mắt trên DTT trên toàn quốc cùng năm.

## Ngừng phát sóng

Logo cuối cùng được sử dụng từ 29 tháng 1 năm 2018 - 24 tháng 8 năm 2020

Tháng 7 năm 2018, Chính phủ Pháp tuyên bố ngừng phát sóng kênh France Ô do lượng người xem giảm sút. Việc ngừng phát sóng đã được lên kế hoạch vào ngày 9 tháng 8 năm 2020, đúng thời điểm dự kiến diễn ra Thế vận hội Mùa hè 2020, nhưng sau đó đã bị lùi sang ngày 24 tháng 8 do đại dịch COVID-19, dẫn đến việc các giải đấu phải dời sang năm 2021. Chương trình cuối cùng của kênh là việc phát lại buổi hòa nhạc L'Outre-mer fait son Olympia 2019. Sau đó, kênh chỉ phát quảng bá các kênh trực thuộc France Télévisions mới cho các lãnh thổ hải ngoại, được gọi là "Porttail des Outre-mer La 1ère", ngoài các chương trình nước ngoài khác trên France Télévisions. Tín hiệu của kênh đã bị cắt vĩnh viễn vào ngày 2 tháng 9.